# Eliminación de la disyunción
En lógica proposicional, la eliminación de la disyunción (a veces llamada prueba por casos o análisis de casos), es una forma de argumento válido y regla de inferencia que permite la eliminación de un argumento disjunctivo de una prueba lógica. Es la inferencia de que la afirmación {\displaystyle P} implica en la afirmación {\displaystyle Q} y la afirmación {\displaystyle R} también implica {\displaystyle Q}, por lo tanto, si {\displaystyle P} o {\displaystyle R} son verdaderos, entonces {\displaystyle Q} tiene que ser verdadero. La razón es simple: si al menos una de las afirmaciones P y R son verdaderas, y puesto que al menos una de ellas es suficiente para confirmar Q, entonces Q es ciertamente correcto.
Si estoy dentro, tengo mi billetera conmigo.
Si estoy fuera, tengo mi billetera conmigo.
Es cierto que estoy dentro o fuera.
Entonces, tengo mi billetera conmigo.
Es decir, la regla se puede definir como:
{\displaystyle {\begin{array}{cl}&P\to Q\\&R\to Q\\&P\lor R\\\hline \therefore &Q\\\end{array}}}
Donde la regla es que cada vez que las instancias "{\displaystyle P\to Q}", y "{\displaystyle R\to Q}" y "{\displaystyle P\lor R}" aparezcan en una línea de evidencia, "{\displaystyle Q}" puede colocarse en la línea subsiguiente.

## Notación formal
La regla para la eliminación de la disyunción puede escribirse en la notación subsiguiente:
{\displaystyle (P\to Q),(R\to Q),(P\lor R)\vdash Q}
donde {\displaystyle \vdash } es el símbolo metalógico que significa que {\displaystyle Q} es una consecuencia sintáctica de {\displaystyle P\to Q} y {\displaystyle R\to Q} y {\displaystyle P\lor R} en algún sistema lógico;
o expresado como una declaración de verdadera tautología funcional o teorema de la lógica proposicional:
{\displaystyle (((P\to Q)\land (R\to Q))\land (P\lor R))\to Q}
donde {\displaystyle P}, {\displaystyle Q} y {\displaystyle R} son proposiciones expresadas en algún sistema formal.